# Бежина, Вера Фёдоровна
Вера Фёдоровна Бежина (21 сентября 1916 — 12 февраля 1993) — передовик советского сельского хозяйства, свинарка колхоза имени Ленина Губкинского района Белгородской области, Герой Социалистического Труда (1966).

## Биография
Родилась в 1916 году в селе Скородное (ныне — Губкинского района Белгородской области) в крестьянской семье.
Работать начала в 1932 году, устроившись в колхоз имени Ленина. В годы Великой Отечественной войны была направлена на строительство железной дороги Старый Оскол — Ржев. В 1950 году начала трудовую деятельность свинаркой на свиноводческой ферме. Очень быстро добилась признания за свой передовой труд. В 1958 году принято решение наградить Бежину орденом Ленина, а также было присвоено звание «Мастер животноводства Белгородской области». В 1960-е годы демонстрирует рекордные показатели получив от каждой свиноматки в среднем по 32 поросёнка.
«За достигнутые успехи в развитии животноводства, увеличении производства и заготовок мяса», указом Президиума Верховного Совета СССР от 22 марта 1966 года Вере Фёдоровне Бежиной было присвоено звание Героя Социалистического Труда с вручением ордена Ленина и медали «Серп и Молот».
Продолжала и дальше трудиться в сельском хозяйстве до выхода на заслуженный отдых в 1971 году. Избиралась депутатом Белгородского областного совета, а также Губкинского районного и Скородненского сельского советов.
Умерла 12 февраля 1993 года.

## Награды
За трудовые успехи была удостоена:
- золотая звезда «Серп и Молот» (22.03.1966);
- два ордена Ленина (1958, 22.03.1966);
- Орден Октябрьской Революции;
- другие медали.